# Shulman Peak
Der Shulman Peak ist ein 1400 m hoher Berg im ostantarktischen Viktorialand. In der Cruzen Range ragt er 800 m südwestlich des Sponsors Peak auf. 
Das Advisory Committee on Antarctic Names benannte ihn 2005 nach Leonard M. Shulman von der University of Delaware, der von 1991 bis 2005 in 13 Kampagnen für die Wartung, Kalibrierung und die Nachrüstung von Neutronendetektoren auf der Amundsen-Scott-Südpolstation zuständig war.